# Norwegian International 1968
Die Norwegian International 1968 fanden vom 9. bis zum 10. November 1968 in Oslo statt. Es war die zwölfte Austragung dieser internationalen Titelkämpfe von Norwegen im Badminton.

## Titelträger
| Disziplin    | Sieger                     |
| ------------ | -------------------------- |
| Herreneinzel | Sture Johnsson             |
| Dameneinzel  | Eva Twedberg               |
| Herrendoppel | Tom Bacher Klaus Kaagaard  |
| Damendoppel  | Jette Føge Lonny Funch     |
| Mixed        | Klaus Kaagaard Lonny Funch |

## Finalergebnisse
| Disziplin    | Sieger                     | Finalist                              | Ergebnis          |
| ------------ | -------------------------- | ------------------------------------- | ----------------- |
| Herreneinzel | Sture Johnsson             | Klaus Kaagaard                        | 17–16, 15–5       |
| Dameneinzel  | Eva Twedberg               | Jette Føge                            | 10–12, 11–3, 11–5 |
| Herrendoppel | Tom Bacher Klaus Kaagaard  | Kurt Johnsson Sture Johnsson          | 15–9, 15–7        |
| Damendoppel  | Jette Føge Lonny Funch     | Ann-Christine Rosenquist Eva Twedberg | 15–3, 15–4        |
| Mixed        | Klaus Kaagaard Lonny Funch | Tom Bacher Jette Føge                 | 15–2, 13–15, 15–7 |

## Referenzen
- Annual Handbook of the International Badminton Federation, London, 28. Auflage 1970, S. 253–254.
- Seite 13